# Єфрем Переяславський
Єфре́м II Переясла́вський (*XI ст. — †між 1091 і 1101) — церковний діяч XI–XII століть, єпископ Переяслава, пізніше митрополит Київський, святий. День ушанування пам'яті припадає на Собор святих ближніх печер — 28 вересня.

## Життя
За походженням грек. До свого постриження у чернецтво був скарбником і завідував господарством при дворі Великого князя Київського Ізяслава I Ярославича (1054-1068).
Був єпископом Переяславським. 1089 року освятив церкву св. Михайла (Переяславського). Ініціатор та натхненник будівництва багатьох церков та монастирів.
Після смерті Іоанна III на митрополичий престіл обирають Переяславського єпископа Єфрема. Римська орієнтація проявилася тоді в українській Церкві знаменним кроком — заведенням в 1090-х роках суто латинського свята — перенесення мощів св. Миколи (теплий Микола), незнаного ні в одній східній Церкві, крім київської.
Переклав для Феодосія Печерського Студійський монастирський устав.
1096 року митрополит Єфрем дав Суздальському монастирю церкву св. Дмитрія з селами.
Помер між 1091 і 1101. Спочатку був похований у переяславській Михайлівській кафедральній церкві, згодом як святий перенесений до Ближніх печер.

## Єфрем Переяславський— фундатор лікарняної справи на Русі
Історичні літописи свідчать, що він — фундатор лікарняної справи на Русі XI–XII століть. Єфрем першим розробив монастирський статут, виходячи з положень якого будував громадські лазні, безкоштовні лікарні для бідних і мандрівників, стаціонарні відділення для важкохворих. У Переяславі, куди його було призначено єпископом, «Єфрем заложи строение банное и врачеве», що підтверджує Никонівський літопис. Ціла мережа лікувальних закладів існувала при монастирях на принципах християнського милосердя і протягом семи століть служила людям.
Із благословення батьків церкви і міста, Переяславська ЦРЛ носить ім'я святого Єфрема, а в центрі медмістечкака нащадків зустрічає в білокам'яному вбранні пам'ятника і осяює хресним знаменням він сам. «Не сотвори зла, не придет зло к тебе», — висічено на скульптурі.
- 1091 рік — єпископ переяславський Єфрем приказав будувати при церквах лікарні.